# TSHZ1
TSHZ1‏ (Teashirt zinc finger homeobox 1) هوَ بروتين يُشَفر بواسطة جين TSHZ1 في الإنسان.